# Galerie de vues de la Rome moderne
Galerie de vues de la Rome moderne (Vedute di Roma moderna en italien, également simplement nommé Rome moderne) est un tableau peint par Giovanni Paolo Panini entre 1754 et 1757.

## Description
Le tableau est une peinture à l'huile sur toile. Il s'agit d'un ensemble de  vues appartenant au genre caprice  architectural : il dépeint de manière détaillée une grande salle hébergeant une collection de tableaux imaginaires dépeignant différents lieux de Rome contemporains de l'artiste. Sont également représentées des reproductions de sculptures d'artistes italiens.
- Peintures :
  - Palais :
    - Palais Barberini (avec la fontaine du Triton du Bernin)
    - Palais du Latran
    - Palais Montecitorio (et colonne d'Antonin le Pieux)
    - Palais du Quirinal
    - Palais du Vatican

  - Places :
    - Place Farnèse
    - Piazza Navona
    - Piazza del Popolo
    - Piazza di Santa Maria in Trastevere
    - Place Saint-Pierre

  - Villas :
    - Villa Aldobrandini, Frascati
    - Villa Borghèse
    - Villa d'Este, Tivoli
    - Villa Madame
    - Villa Médicis
    - Villa Montalto Peretti (it)

  - Églises :
    - Église Saint-André du Quirinal
    - Archibasilique Saint-Jean-de-Latran
    - Église Sant'Ivo alla Sapienza
    - Église Saints-Luc-et-Martine
    - Basilique Sainte-Marie-Majeure (reproduction en miniature du tableau La Place, la Colonne de la Paix et la basilique Santa Maria Maggiore de Pannini lui-même)
    - Basilique Saint-Paul-hors-les-Murs

  - Fontaines :
    - Fontana dell'Acqua Felice
    - Fontana dell'Acqua Paola
    - Fontaine du Maure (piazza Navona)
    - Fontaine de Neptune (Villa Montalto Peretti (it))
    - Fontaine ovale (villa d'Este, Tivoli)
    - Fontaine des Quatre-Fleuves (piazza Navona)
    - Fontaine des tortues (piazza Mattei)
    - Fontaine de Trevi
    - Quattro Fontane
    - Fontaine (villa Aldobrandini, Frascati)

  - Autres lieux :
    - Capitole
    - Château Saint-Ange
    - Coffee House, palais du Quirinal
    - Escaliers de la piazza di Spagna
    - Porte d'entrée des jardins Farnèse

  - Œuvres d'art :
    - Baldaquin de Saint-Pierre, Le Bernin
    - Chaire de saint Pierre
    - Éléphant de l'obélisque de la piazza della Minerva, Le Bernin
    - Statue équestre de Constantin, Le Bernin
- Sculptures :
  - Apollon et Daphné, Le Bernin
  - David, Le Bernin
  - Moïse, Michel-Ange
  - L'un des lions de la villa Médicis

Dans les deux premières versions du tableau, le comte Étienne François de Choiseul, commanditaire de l'œuvre, est représenté assis, parlant à deux personnages debout. Devant lui, deux personnes étudient un dessin de la chaire de saint Pierre, tenu par une troisième. Dans la troisième version, c'est l'abbé de Canillac qui est assis au centre, en habit de prélat-commandeur de l'Ordre du Saint-Esprit, et la chaire de Saint-Pierre est désormais représentée sur un grand tableau près de lui.

## Historique
En 1749, Giovanni Pannini peint la Galleria del cardinale Silvio Valenti Gonzaga (it) (Galerie du Cardinal Silvio Valenti-Gonzaga), un tableau représentant Silvio Valenti-Gonzaga à l'intérieur d'une immense galerie dont les murs sont recouverts de reproductions des tableaux qu'il possède. Cette composition, mettant en scène une architecture imaginaire dédiée à l'exposition d'une collection artistique, est à la base de la Galerie de vues.
Entre 1753 et 1757, le comte Étienne François de Choiseul, ambassadeur de Louis XV à Rome dans les années 1740, commande à Pannini quatre tableaux : les Galeries de vues de la Rome antique et de la Rome moderne, une vue de la Place Saint-Pierre et un  intérieur de la Basilique Saint-Pierre. Ces tableaux sont réalisés entre 1754 et 1757. En 1757, le comte de Choiseul lui commande une deuxième exécution de ces quatre tableaux.
En 1758-1759, Pannini réalise une autre version des deux Galeries pour le compte de Claude-François de Montboissier, abbé de Canillac et chargé d'affaires à l'ambassade de France à Rome. Ces versions ne sont pas identiques aux précédentes : les tableaux et les sculptures ne sont pas dépeints comme accrochés aux mêmes endroits, certains manquent entre les deux versions et les personnages n'occupent pas les mêmes positions.
En 2012, les versions successives sont exposées dans les musées suivants :
- Première version (170 × 245 cm) : musée des beaux-arts, Boston, États-Unis[3]
- Deuxième version (172,1 × 233 cm) : Metropolitan Museum of Art, New York, États-Unis[1]
- Troisième version (231 × 303 cm) : musée du Louvre, Paris, France[6]

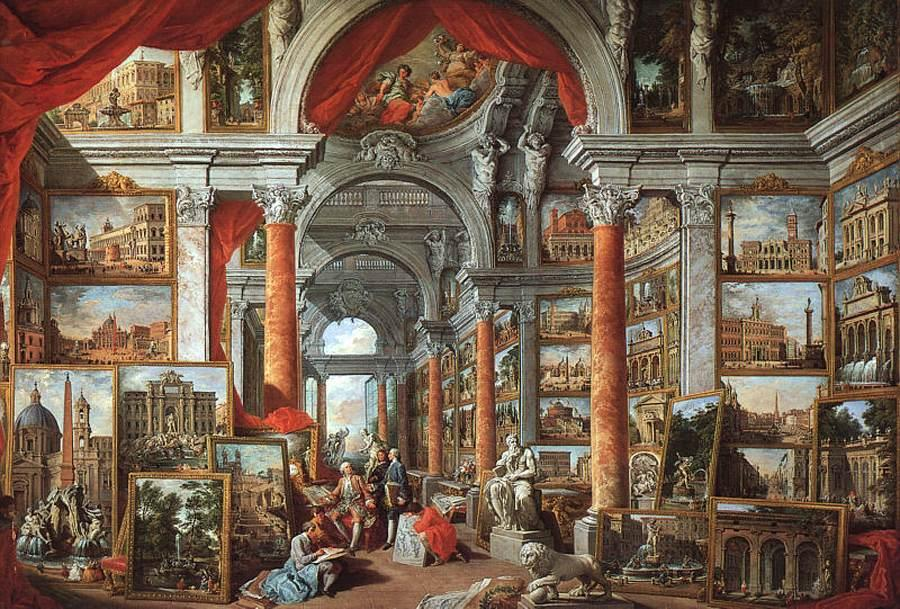
Première version (musée des beaux-arts, Boston)
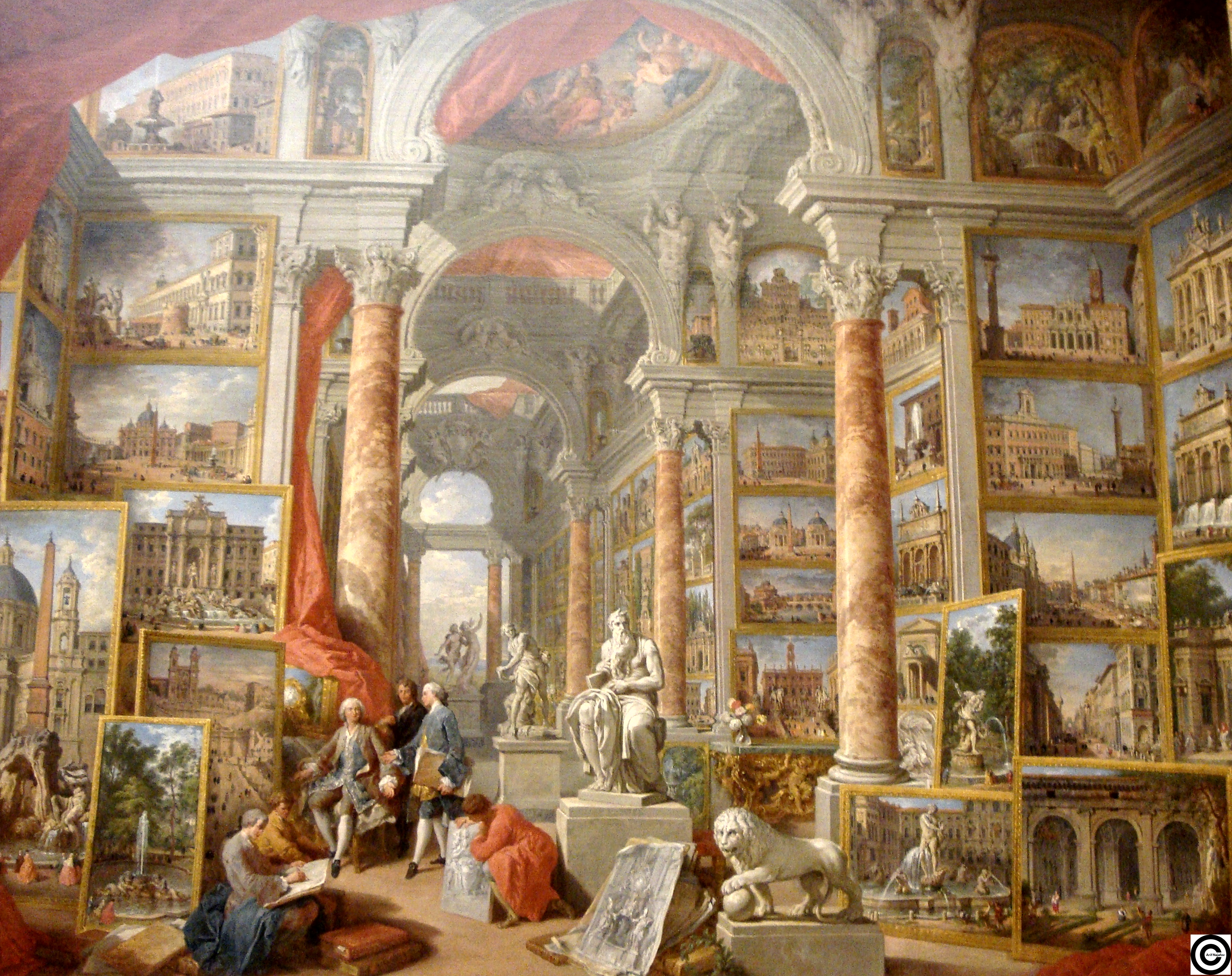
Deuxième version (Metropolitan Museum of Art, New York)
Troisième version (musée du Louvre, Paris)
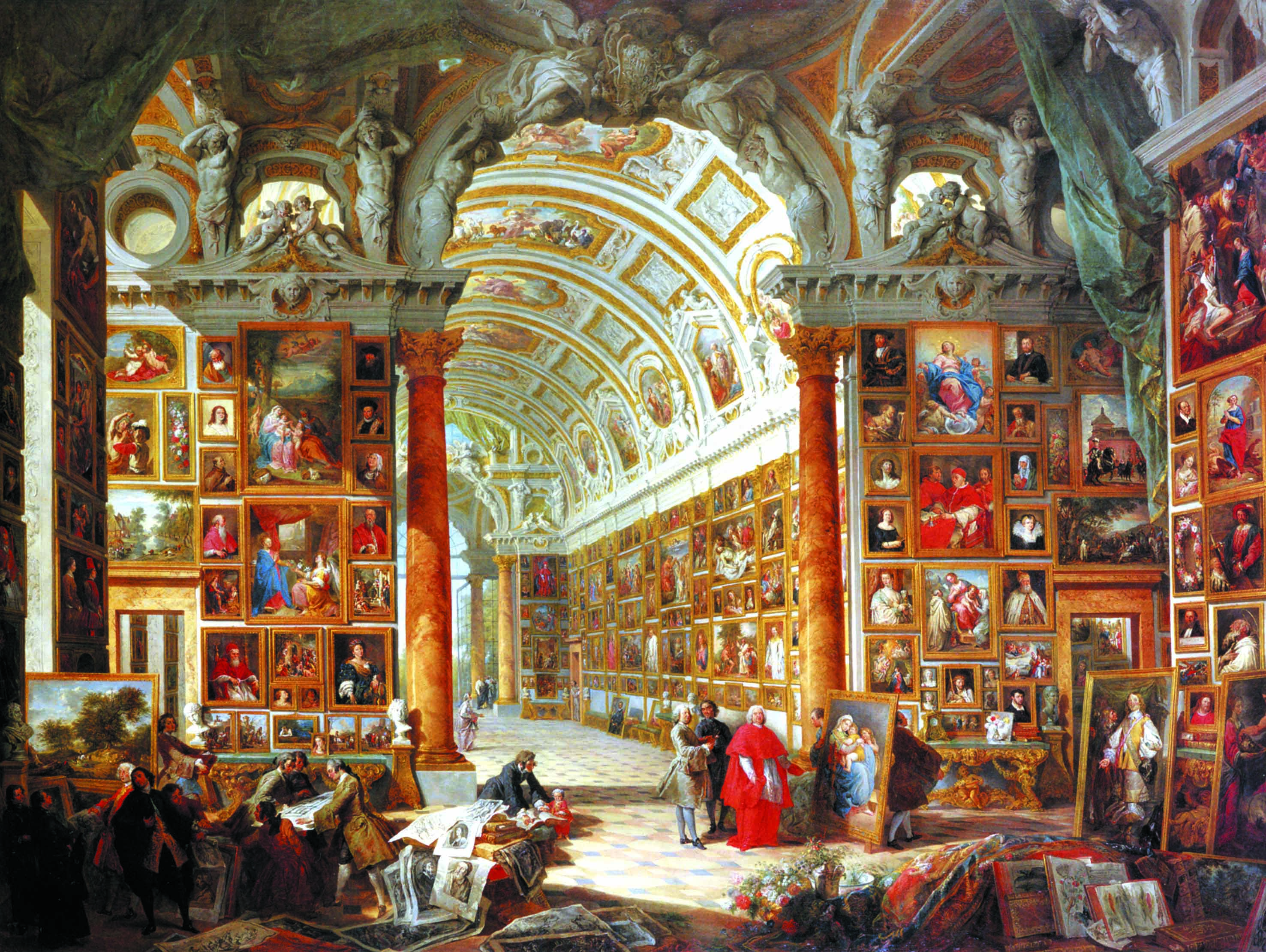
Galleria del cardinale Silvio Valenti Gonzaga (it), 1749 (Wadsworth Atheneum, Hartford)
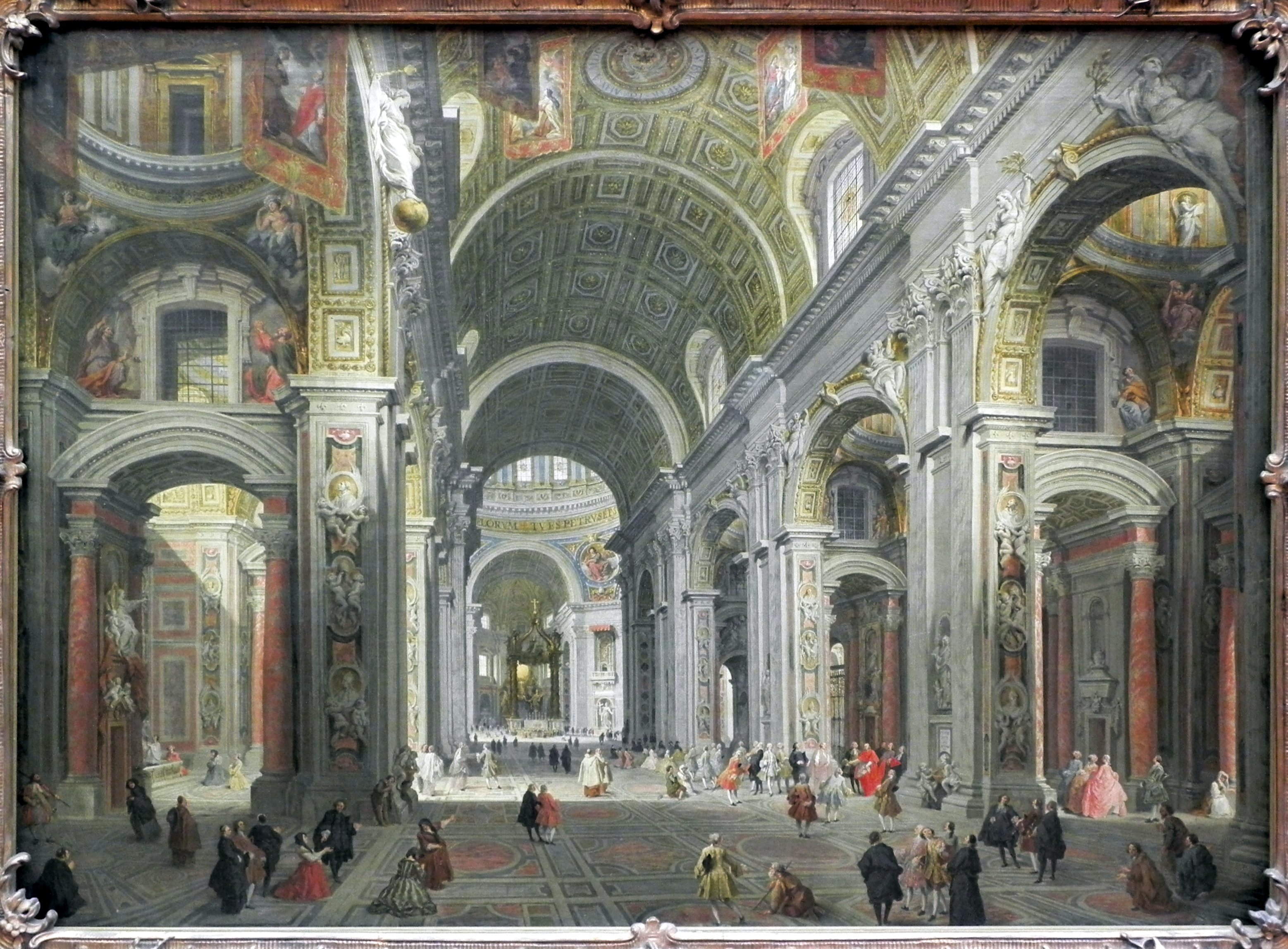
intérieur de la Basilique Saint-Pierre, Niedersächsisches Landesmuseum, Hanovre
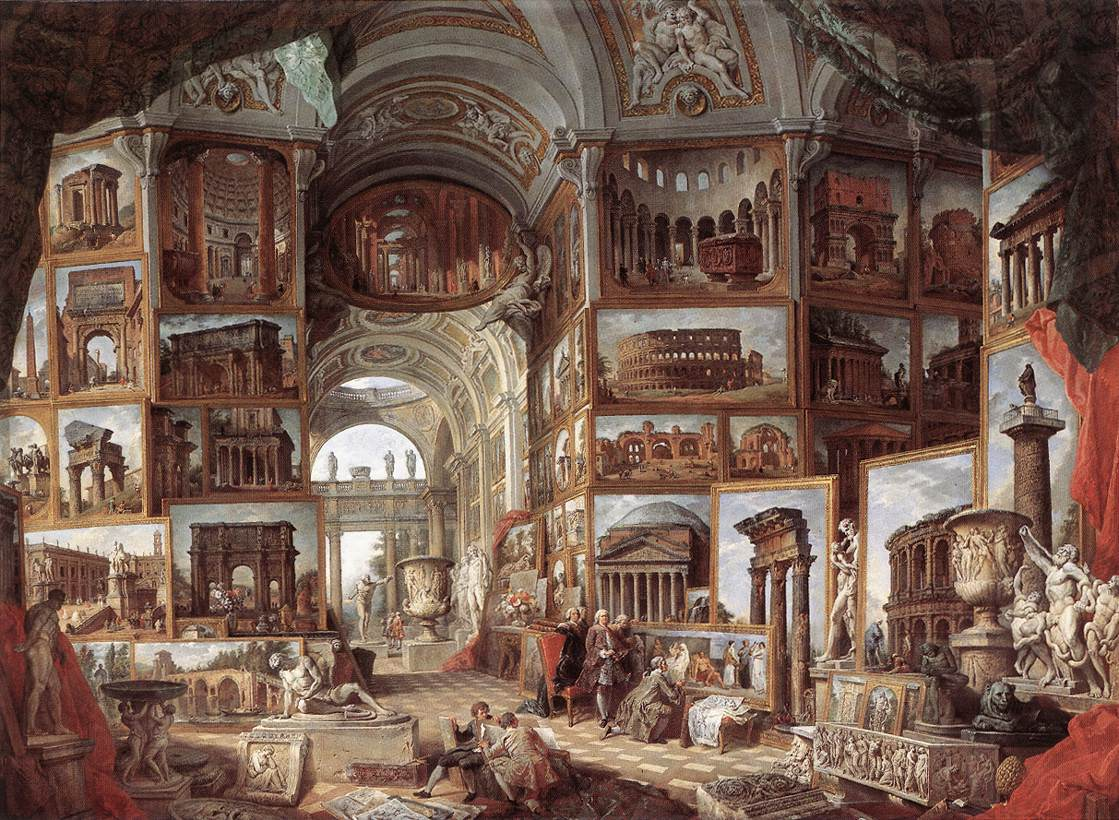
Galerie de vues de la Rome antique (Staatsgalerie, Stuttgart)

## Auteur
Giovanni Paolo Panini (1691 - 1765) est un peintre baroque italien.